# Coccygidium nigricorne
Coccygidium nigricorne är en stekelart som först beskrevs av Cameron 1904.  Coccygidium nigricorne ingår i släktet Coccygidium och familjen bracksteklar. Inga underarter finns listade i Catalogue of Life.